# Was-scepter

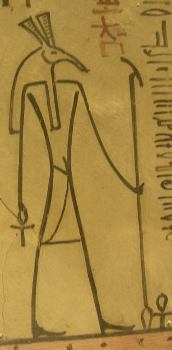

De was-scepter beeldt het Seth-beest uit (de staf van de god Seth). Was-scepters werden afgebeeld samen met goden, koningen, koninginnen en priesters als een symbool van macht. Later werd dit symbool geïnterpreteerd als een symbool van controle over de macht van chaos, die Seth voorstelde. 
Was-scepters kwamen vaak voor in schilderingen, schetsen en afbeeldingen van goden. Was-scepters waren meestal gemaakt van faience of hout met op het einde van de stok een gevorkte staart van een Seth-beest.
De Was is ook een hiëroglief dat te maken heeft met macht of woorden die te maken hebben met macht. 
In het in 2004 verschenen boek The Quick and the Dead van Andrew H. Gordon en Calvin W. Schwabe werd gespeculeerd dat de Ankh, Djed en de Was symbolen waren gebaseerd op verschillende delen van een stier dat gewoon was in dit soort culturen dus:
- de anch – symbool van leven – wervel van een stier
- de djed – symbool van stabiliteit – heiligbeen van het dier
- de Was scepter – symbool van macht en dominantie – een staf gemaakt van een gedroogde penis en het symbool van de godin Oeseret.